# Xylaplothrips fuliginosus
Xylaplothrips fuliginosus är en insektsart som först beskrevs av Schille 1911.  Xylaplothrips fuliginosus ingår i släktet Xylaplothrips, och familjen rörtripsar. Arten är reproducerande i Sverige.